# カール・エーリヒ・コレンス
カール・エーリヒ・コレンス（Carl Erich Correns, 1864年9月10日 - 1933年2月14日）はドイツの植物学者・遺伝学者。彼は第一に、彼自身の遺伝学における法則の発見によって、そして遺伝学に関するグレゴール・ヨハン・メンデルの初期の論文を、植物学者である エーリヒ・チェルマック及びユーゴー・ド・フリースとほぼ同時に、しかしそれぞれ独立して再発見した（いわゆるメンデルの法則の再発見）ことによって知られる。
コレンスは、当初はカール・ネーゲリの学生であった。ネーゲリは、メンデルが自分のエンドウマメで行った遺伝の研究について論文を送ったにもかかわらず、その研究の重要性を理解できなかった著名な植物学者である。また、チェルマックはメンデルのウィーンでの学生時代に植物学を教えた人物の孫であった。

## 生涯
コレンスは1864年9月にミュンヘンで生まれた。父親は肖像画などを描いた画家のエーリヒ・コレンス（1821-1877）であった。幼い頃に両親を亡くしたので、スイスに住む叔母によって育てられた。1885年にミュンヘン大学に入学し、そこでメンデルが自身の行ったエンドウマメの実験について論文を送付した植物学者であるカール・ネーゲリに師事して植物学を学んだ。
自身の学位論文を書き上げた後、1892年にテュービンゲン大学の私講師となり、さらにライプツィヒ大学およびミュンスター大学での教授職を経て、1913年にベルリン郊外のダーレムに新しく設立されたカイザー・ヴィルヘルム生物学研究所の初代所長となった。
1932年に英国王立協会よりダーウィン・メダルを受賞。翌1933年にベルリンで没した。

## 重要な実験と研究成果
コレンスは19世紀の変わり目頃に遺伝学の分野における多くの基礎的な仕事を行った。彼はメンデルの業績を別のモデル生物を用いて独自に追試し、再確認した。彼はまた、メンデルの法則の重要な進展となる細胞質遺伝を発見したが、これはメンデルの法則を越えて遺伝学を大きく拡大したものであり、表現型に関係を持つものが染色体外にも存在することを証明していた。しかし、コレンスのほとんどの研究は未発表に終わり、1945年のベルリンの戦いにより完全に破壊された。

### メンデルの法則の再発見
テュービンゲン大学時代の1892年に、コレンスは植物における形質の遺伝について実験を開始した。彼はメンデルによるエンドウマメの実験の結果を知らないで、メンデルが行ったのと同じ実験を、主にヤナギタンポポにより行った。コレンスは最初の論文を1900年1月25日に発表した。彼はその中でチャールズ・ダーウィンとメンデルの両方を引用したが、遺伝学とダーウィンの進化論の関連性については十分に理解していなかった。コレンスの論文『交配種の子孫の様式に関連したグレゴール・メンデルの法則』において、彼はメンデルの研究結果、分離の法則及び独立した組み合わせの法則について言及した。

### 細胞質遺伝
メンデルの遺伝の法則を再発見した後、コレンスはオシロイバナ (Mirabilis jalapa) を用いて、その変化に富んだ（緑と白のまだらの）葉の色の遺伝を研究した。彼が再発見したメンデルの法則は染色体の振る舞いそのものであったが、彼はオシロイバナの研究によって、メンデルの法則に対する明確な反例を探しだした。メンデルの法則では、その形質はその元になる両親の性別とは独立して振る舞うのに対して、コレンスは、この例では葉の色はその性質を持つ親がどちらの性であるかに大きく依存していることを発見した。例として、白い枝に別の区域の白い花からの花粉で受粉すると白い子孫を生じ、これは劣性遺伝子であれば当然予測される結果である。緑の柱頭に緑の花粉を受粉すると、すべて緑色の子孫を生じ、これも優性遺伝子ならば期待通りの結果であった。しかしながら、もし白い柱頭を緑の花粉で受粉すると子孫は白くなるが、花粉と柱頭の組み合わせを逆にして緑の柱頭を白い花粉で受精すると、子孫は緑であった。
この、メンデルの法則から外れた遺伝のパターンは、後に iojap と名付けられた遺伝子であることが突き止められた。これは、葉緑体リボソームを適切に組み立てるために必要な小さな蛋白質をコードしたものである。たとえ iojap がメンデルの法則にしたがって類別しても、もし母系がホモ接合型劣性であるなら、その蛋白質は産生されないので葉緑体リボソームも形成されず、細胞小器官の中にリボソームは取り込まれないことからプラスミドは機能しない結果となる。子孫は iojap の機能的なコピーを持っているかもしれないが、たいていの被子植物では、葉緑体はその大部分が母方から排他的に伝えられるので、それらはそれ以前の世代では不活性であり、白い植物となったことだろう。逆にもしも父方が白く、緑色の母方と交配すると、この母は機能を保った葉緑体を持っているから、子孫は機能的な葉緑体のみを引き継いで緑色になる。1909年の論文において、彼は葉の斑入りが細胞質遺伝の最初の包括的な例であることを立証した。